# Munggu (Mengwi)
Munggu is een bestuurslaag in het regentschap Badung van de provincie Bali, Indonesië. Munggu telt 6849 inwoners (volkstelling 2010).